# Renée Bloch
Pour les articles homonymes, voir Bloch.
Renée Bloch, née à Neuilly-sur-Seine (Hauts-de-Seine) le 4 juin 1924 et morte le 26 juillet 1955, est une bibliste française, pionnière des études sur la littérature targumique, midrashique et homilétique.

## Biographie
Elle a une licence de lettres. Elle a fait des études de théologie à l’Institut catholique de Paris et des études de langues sémitiques, d’histoire des religions et d’exégèse biblique à la Sorbonne et à l’École pratique des hautes études (travail sur les Juifs dans le Quatrième évangile). À partir de 1948 elle rencontre Paul Démann et collabore pour la revue des Cahiers Sioniens et le centre d’études qui s’y rattache. Elle a été au CNRS.
Elle meurt le 22 juillet 1955 à bord du vol 402 El Al allant en Israël abattu par deux MiG-15 de la force aérienne bulgare,.

### De Renée Bloch
- Les Juifs dans le quatrième Evangile, mémoire EPHE (Bibliothèque des Sciences religieuses cote DEP 167), 1951, 95 p.
- Paul Démann et Renée Bloch, La catéchèse chrétienne et le peuple de la Bible, constatations et perspectives. Cahiers  Sioniens, numéro spécial (nos 3 et 4), 1952.
- Paul Démann et Renée Bloch, Formation liturgique et attitude chrétienne envers les Juifs. Cahiers  Sioniens, 1953, no 2-3, pp. 115–178
- Écriture et tradition dans le judaïsme, aperçu sur l’origine du Midrash. Cahiers Sioniens no 1 de 1954, pp. 9–34. (OCLC 2081950)
- Quelques aspects de la figure de Moïse dans la tradition rabbinique. Numéro spécial des Cahiers Sioniens Moïse, homme de l’alliance. Paris, 1955.
- Note méthodologique pour l’étude de la Littérature rabbinique. Recherche de Sciences Religieuses. Avril- juin 1955. Traduit et réédité "Methodological Note for the Study of Rabbinic Literature." In Approaches to Ancient Judaism I, edited by William Scott Green, 51-76. Missoula: Scholars Press, 1978.
- Note sur l’utilisation des fragments de la Geniza du Caire pour l’étude du Targum. Revue des études juives Tome XIV. Janvier décembre 1955.
- Midrash, Supplément du Dictionnaire de la Bible, V, col 1263-1281.Traduit et réédité. Midrash. In Approaches to Ancient Judaism I, edited by William Scott Green, 29-50. Missoula: Scholars Press, 1978.

### Sur Renée Bloch
- In mémoriam. Renée Bloch. Cahiers Sioniens, mars 1955,1-8.
- Vanikoff Maurice, Hommage à Renée Bloch, Sens, no 2 - décembre 1955, 14.
- Alejandro Díez Macho. Nuevos Mss. tárgumicos en Homenaje International a Renee Bloch; París, 1956.